# Apisa pallota
Apisa pallota là một loài bướm đêm thuộc phân họ Arctiinae, họ Erebidae.